# Герен, Анри (футболист)
Анри Герен (фр. Henri Guérin; 27 августа 1921, Монмираль — 2 апреля 1995, Сен-Мало) — французский футболист, защитник и тренер.

## Клубная карьера
Во взрослом футболе дебютировал выступлениями за команду «Тур д’Овернь де Ренн». В сезоне 1943/44 защищал цвета клуба «Ренн Бретань».
Своей игрой за последнюю команду привлек внимание представителей тренерского штаба клуба «Ренн», в состав которого присоединился в 1945 году. Сыграл за команду из Ренна шесть сезонов.
Впоследствии с 1951 по 1955 года играл в составе команд «Стад Франсе» и «Экс-ан-Прованс».
В 1955 году вернулся в «Ренн», за который сыграл ещё 6 сезонов в качестве играющего тренера. Завершил профессиональную карьеру футболиста выступлениями в 1961 году.

## Карьера за сборную
В 1948 году дебютировал за сборную Франции. На протяжении карьеры в национальной команде, которая длилась 2 года, провел в форме главной команды страны 3 матча.

## Карьера тренера
Начал тренерскую карьеру, ещё продолжая карьеру футболиста, в 1955 году, возглавив тренерский штаб клуба «Ренн».
В сезоне 1961/62 возглавлял команду «Сент-Этьен».
Последним местом тренерской работы была национальная сборная Франции, которую Анри возглавлял в качестве главного тренера с 1962 по 1966 года. Возглавлял сборную на чемпионате мира 1966 года в Англии, где французы проиграли 2 из 3 игр (ничья со сборной Мексикой) и выбыли из борьбы на групповом этапе.
Умер 2 апреля 1995 года на 74-м году жизни в Сент-Куломе.

## Достижения

### «Стад Франсе»
- Победитель Лиги 2: 1951/52

### «Ренн»
- Победитель Лиги 2: 1955/56